# Protichneumon effigies
Protichneumon effigies là một loài tò vò trong họ Ichneumonidae.